# Чербу (Ботошани)
Чербу (рум. Cerbu) насеље је у Румунији у округу Ботошани у општини Копалау. Oпштина се налази на надморској висини од 180 m.

## Становништво
Према подацима из 2002. године у насељу је живело 760 становника, од којих су сви румунске националности.